# 小桁
小桁（おげた）は岡山県津山市にある地名。郵便番号は708-0863。

## 地理
旧・福岡村の東端に位置する。北は日上、国分寺、横山、西は種、横山、荒神山、南は荒神山、金屋、東は金屋に接する。

### 河川
- 吉井川

## 歴史

### 沿革
- 1889年6月1日 - 町村制施行に伴い、久米南条郡小桁村が同郡押渕村、金屋村、荒神山村、種村、八出村、横山村と合併し、福岡村となる。小桁村は大字小桁となる。
- 1900年4月1日 - 久米南条郡が久米北条郡と合併し、久米郡となる。
- 1901年4月1日 -久米郡佐良山村の内、大字大谷を編入する。
- 1929年2月11日 - 福岡村が苫田郡津山町、津山東町、院庄村、西苫田村、二宮村と合併・市制により、津山市となる。

## 世帯数と人口
2021年（令和3年）1月1日現在の世帯数と人口は以下の通りである。
| 町丁 | 世帯数 | 人口  |
| ---- | ------ | ----- |
| 小桁 | 45世帯 | 123人 |

## 小・中学校の学区
市立小・中学校に通う場合、学区は以下の通りとなる。
| 番地 | 小学校           | 中学校             |
| ---- | ---------------- | ------------------ |
| 全域 | 津山市立南小学校 | 津山市立鶴山中学校 |

## 交通

### 道路
- 岡山県道26号津山柵原線

## 施設
- 津山市役所環境福祉部環境事業所
- 極楽寺